# Famille de Caffarelli
Pour les articles homonymes, voir Caffarelli.
La famille de Caffarelli, anciennement Caffarel, originaire du Languedoc, fait partie des familles françaises titrées subsistantes.
Elle est titrée le 15 janvier 1809 par lettres patentes conférant le titre de comte d'Empire. Le titre de comte héréditaire attribué à la famille de Caffarelli est confirmé par l'arrêté ministériel du 14 mars 1879.

## Histoire

### Origines

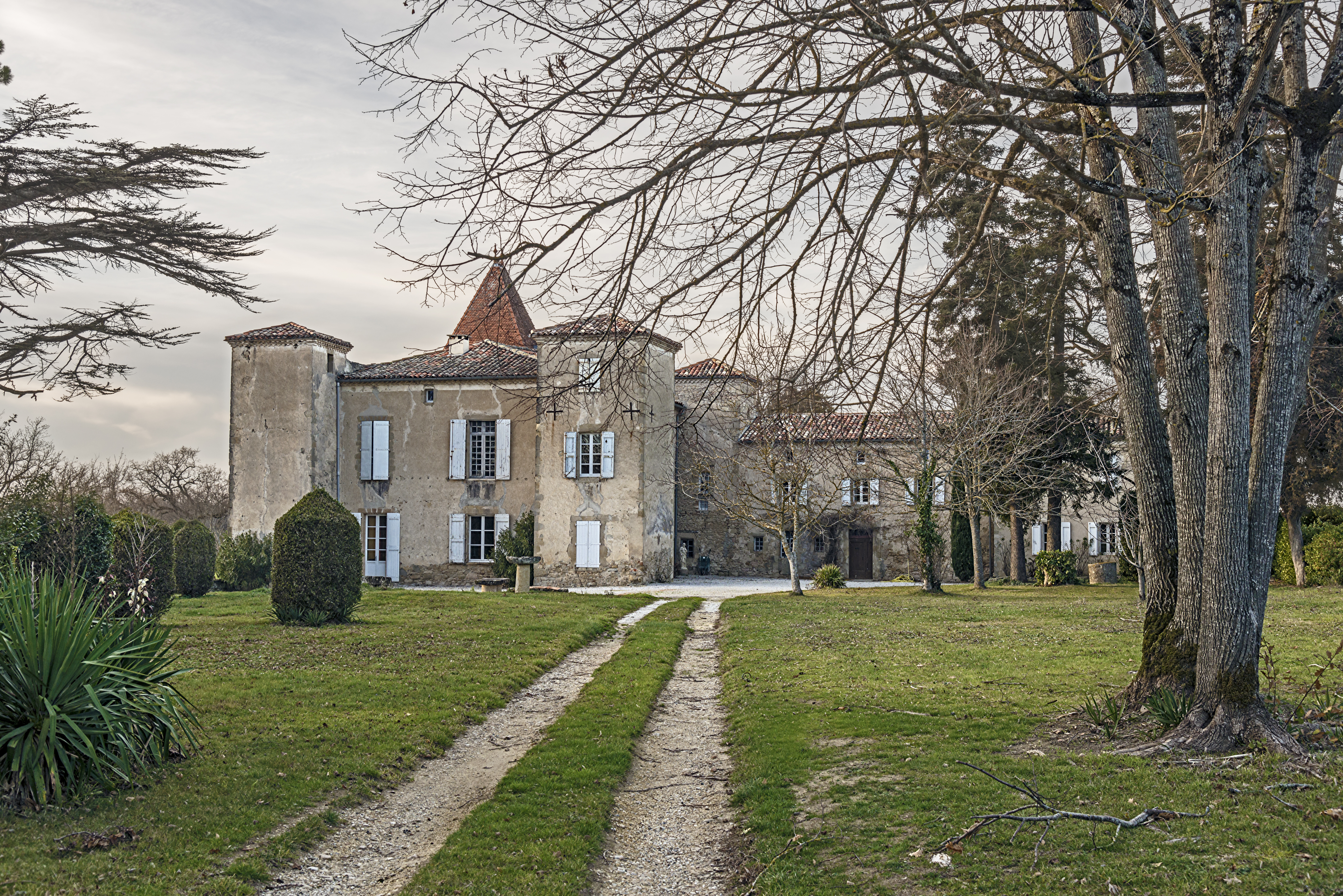
Le château familial au Falga.

Son nom initial est Caffarel, famille  originaire de Vars, dans le Dauphiné, venue s'établir à Montpellier en 1589, plus tard à Revel.
Philippe Caffarel (1646-1726) , docteur-ès-droit, avocat au Parlement de Toulouse, contrôleur des Chantiers du Canal du Midi, achète le 31 décembre 1681 à la famille protestante de Soubiran, la seigneurie et le château du Falga, dans l'actuel département de la Haute-Garonne. Il en rend hommage au roi Louis XIV. Depuis cette époque, le château du Falga est resté la propriété de ses descendants. Une branche de la famille de Roquemaurel, descendante de la famille de Caffarelli en ligne maternelle, en a hérité  au XXe siècle.
En 1739, quatre Caffarel, Jean Caffarel, sieur de Merville, Philippe Caffarel, sieur du Bourg, et leurs neveux fils de François Caffarel, sieur du Falga, Martial-Philippe Caffarel, sieur du Falga, et Pierre-François-Maximilien Caffarel, ont obtenu des conservateurs du peuple romain un diplôme établissant qu'ils descendaient des Caffarelli romains[réf. à confirmer].

### Période contemporaine
Parmi les descendants de Philippe Caffarel, figure messire Pierre-François-Maximilien Caffarel, seigneur du Falga, devenu en 1739 de Caffarelli. Il épouse le 22 mai 1755 Marguerite-Louise-Félicité d'Anceau, qui lui donne dix enfants, dont les six garçons mentionnés ci-dessous, au chapitre des personnalités. Ce père de famille nombreuse a l'opportunité d'envoyer ses fils à l'Abbaye de Sorèze, distante de vingt kilomètres de Falga. Le roi Louis XVI en a fait une école militaire renommée où sont admis les jeunes nobles. Ils ont traversé la Révolution Française dans des camps parfois opposés. L'un d'entre eux a émigré et servi dans l'Armée de Condé en suivant le frère de sa mère, le comte  d'Anceau, commandant du corps de Béon. Il est mort à Quiberon en 1795. Trois autres ont conservé leur poste dans leur unité d'origine : l'un, général de brigade, est mort lors de la Campagne d'Égypte. Un autre, officier de marine, a participé à la Guerre d'indépendance des États-Unis. Un autre, général de division, a traversé tous les Régimes et il est devenu ministre de la guerre du royaume d'Italie créé par Napoléon Ier et Pair de France sous la Seconde Restauration. Et enfin, deux autres frères sont entrés dans les ordres pour devenir, l'un chanoine et préfet, l'autre, évêque de Saint-Brieuc.
Elle figure  dans l'ouvrage de Régis Valette intitulé Catalogue de la noblesse française . Elle est inscrite à l'ANF depuis 1953,.

## Personnalités
Les 6 premières personnalités de cette liste sont six frères :
- Louis Marie Joseph Maximilien de Caffarelli du Falga, dit Maximilien Caffarelli (1756-1799), général de brigade de la Révolution. Il est muté en 1792 à l'armée du Rhin, mais il est suspendu de ses fonctions pour avoir refusé de reconnaître la déchéance du roi Louis XVI après la journée du 10 août 1792. Il est réintégré dans l'armée en 1793 et il rejoint l'armée de Sambre-et-Meuse, sous les ordres du général Kléber. Le 17 décembre 1795, il est grièvement blessé au combat de la Nahe: Il doit être amputé de la jambe gauche. Puis, après une longue période de convalescence, il participe comme officier du Génie à la campagne d'Égypte. Il est mortellement blessé lors du Siège de Saint-Jean d'Acre dans la journée du 27 avril 1799.
- Philippe Jacques de Caffarelli du Falga (1757-1795), (né le 6 mars 1757 au Falga), officier de l'armée royale, il participe  au siège de Gibraltar (1779-1783) .Il est émigré de l'armée royale, colonel du régiment de hussards de Béon, sous les ordres de son oncle, le comte d'Anceau. Il s'engage dans la division de Sombreuil en provenance des Pays-Bas, qui débarque  en 1795 dans la presqu'île de Quiberon, en renfort de l'armée royaliste venue d'Angleterre. Il est fait prisonnier, et malgré l'engagement du général Lazare Hoche de lui conserver la vie sauve, il meurt fusillé par les troupes révolutionnaires le 29 juillet 1795 à Auray. Les historiens relatent que 748 émigrés, ainsi trompés par les conventions de l'armistice conclu entre le général Hoche et le comte de Sombreuil, seront fusillés après leur reddition: Les troupes de la division de Sombreuil, venues en renfort de l'armée des émigrés royalistes, avaient en effet reçu une mission de sacrifice : favoriser le rembarquement des émigrés dans les bateaux de la flotte anglaise, par des combats défensifs d'arrière garde. Le comte de Sombreuil avait réussi à obtenir que les vaisseaux anglais cessent leur canonnade vers les troupes révolutionnaires, en échange d'une promesse de la vie sauve pour les combattants de sa division. C'est ainsi qu'un armistice avait été conclu : il n'a pas été respecté par les révolutionnaires[10]. Son corps repose dans la chapelle expiatoire du Champ-des-Martyrs, sur la commune de Brech. Bernard de Corbehem, combattant de la division de Sombreuil [11], relate dans ses mémoires : « Je vis défiler devant moi le corps des officiers de Béon, allant à la mort. Un tambour marchait en tête, battant l'air de route. Une troupe de paysans, la bêche sur l'épaule, fermait cette marche funèbre. Combien , dans ce moment fatal, ces officiers montraient de grandeur d'âme ! Le major de Caffarelli, commandant la Légion de Béon, marchait en tête, suivi d'autres officiers. Le calme et la résignation se peignait sur leurs traits. La mort qu'ils avaient tant de fois bravée dans les combats, allait enfin couronner leur glorieuse carrière" ».
- Charles Ambroise de Caffarelli du Falga, (1758-1826). Il est chanoine de la cathédrale de Toul lorsqu'éclate la Révolution de 1789. Il prête serment à la Constitution civile du clergé et abandonne la soutane pour exercer l'emploi d'administrateur du district de Revel. Cela ne l'empêche pas de figurer parmi les suspects et d'être emprisonné sous le Régime de la Terreur. Sauvé par le 9 Thermidor et la chute de Robespierre, il va bénéficier de la protection de Napoléon Bonaparte et exercer les fonctions de préfet sous le Premier Empire, dans plusieurs départements. Sous la Restauration, après cette longue parenthèse, il reprendra la soutane et son ministère sacerdotal [12].
- Louis Marie Joseph de Caffarelli, (1760-1845), dit Joseph Caffarelli, grand-officier de l'ordre national de la Légion d'honneur. Officier de marine, il participe à l'expédition française au cours de la Guerre d'indépendance des États-Unis, dans l'escadre de l'amiral d'Estaing. Il occupe différents postes administratifs sous la Révolution Française, le Consulat et le Premier Empire et termine sa carrière avec le grade de vice-amiral et de premier préfet maritime de Brest.
- Jean-Baptiste de Caffarelli du Falga, (1763-1815), chevalier de l'ordre national de la Légion d'honneur. Il est ordonné prêtre en 1783 et devient curé de Falga. Il refuse, contrairement à son frère Charles-Ambroise, de prêter serment à la Constitution civile du clergé. Il doit donc s'exiler en Espagne pour éviter d'être condamné par le Tribunal révolutionnaire. Puis, il rentre en France en 1795 pour se placer sous la protection de son frère Joseph. Après la signature du Concordat de 1801, favorisé par Napoléon Bonaparte, il est sacré évêque de Saint-Brieuc[13].
- Marie François Auguste de Caffarelli du Falga dit Auguste de  Caffarelli, (1766-1849), grand-croix de l'ordre de la Légion d'honneur (1806), chevalier de l'ordre royal et militaire de Saint-Louis, général de division, ministre de la guerre du royaume d'Italie sous le Premier Empire, pair de France sous le règne du roi Louis-Philippe. Son nom figure sur l'arc de Triomphe de l'Étoile à Paris[14]. Auguste de Caffarelli a épousé le 26 avril 1799, Julienne Le Cat d'Hervilly. Elle est la fille du comte Louis Charles d'Hervilly, marquis de Leschelle. Ce dernier était le commandant militaire de l'Expédition de Quiberon en 1795. Il fut mortellement blessé au cours de la Bataille de Plouharnel. Par son mariage, Auguste de Caffarelli avait hérité le château de Leschelle, dans le département de l'Aisne, où ses descendants continuent de demeurer au XXIe siècle[15].
- Eugène Auguste de Caffarelli (1806-1878), fils du général Auguste de Caffarelli, propriétaire du château de Leschelle. Il est officier de l'ordre national de la Légion d'honneur. Il a été auditeur au Conseil d'État, puis député d’Ille-et-Vilaine.
- Jean Caffarelli (1855-1911), fils du précédent et petit-fils d'Auguste de Caffarelli, propriétaire du château de Leschelle. Il a été député de l'Aisne.
- Gérard de Caffarelli (1926-2011), descendant du général Auguste de Caffarelli, propriétaire du château de Leschelle dans le département de l'Aisne, (région de la Thiérache), exploitant agricole et maire de sa commune. Il est commandeur de l'ordre de la Légion d'honneur et de l'ordre national du Mérite. En qualité de président national de la FNSEA, il a joué un rôle majeur dans les négociations entre les exploitants agricoles français et la Communauté européenne, de 1963 à 1971.

## Portraits

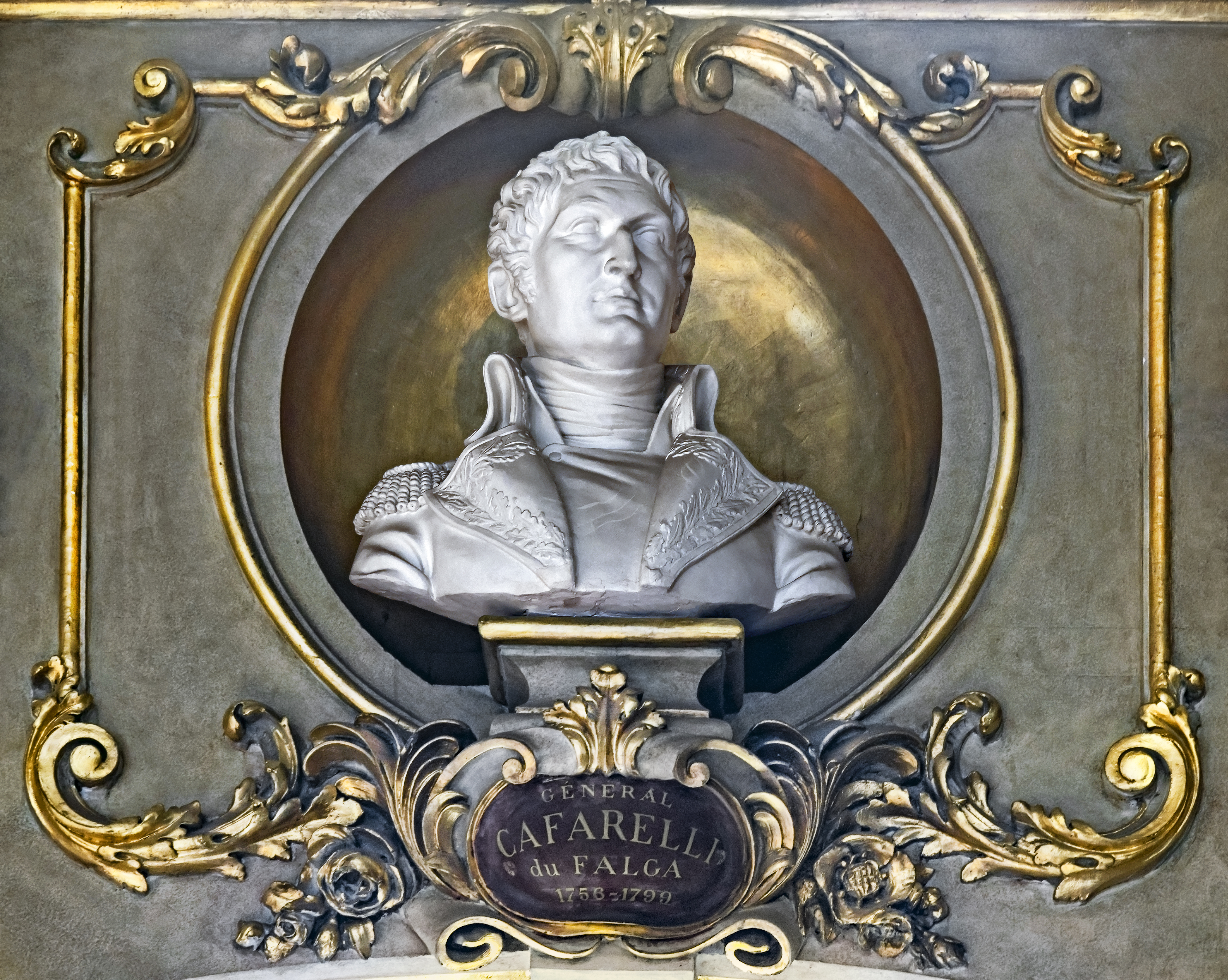
Général Maximilien de Caffarelli
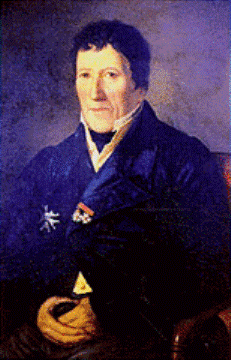
Joseph Caffarelli (1760-1845)
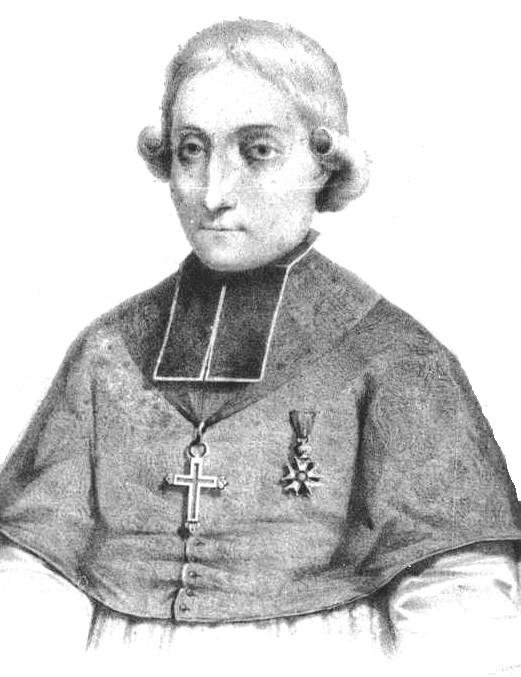
Jean-Baptiste Caffarelli (1776-1815)
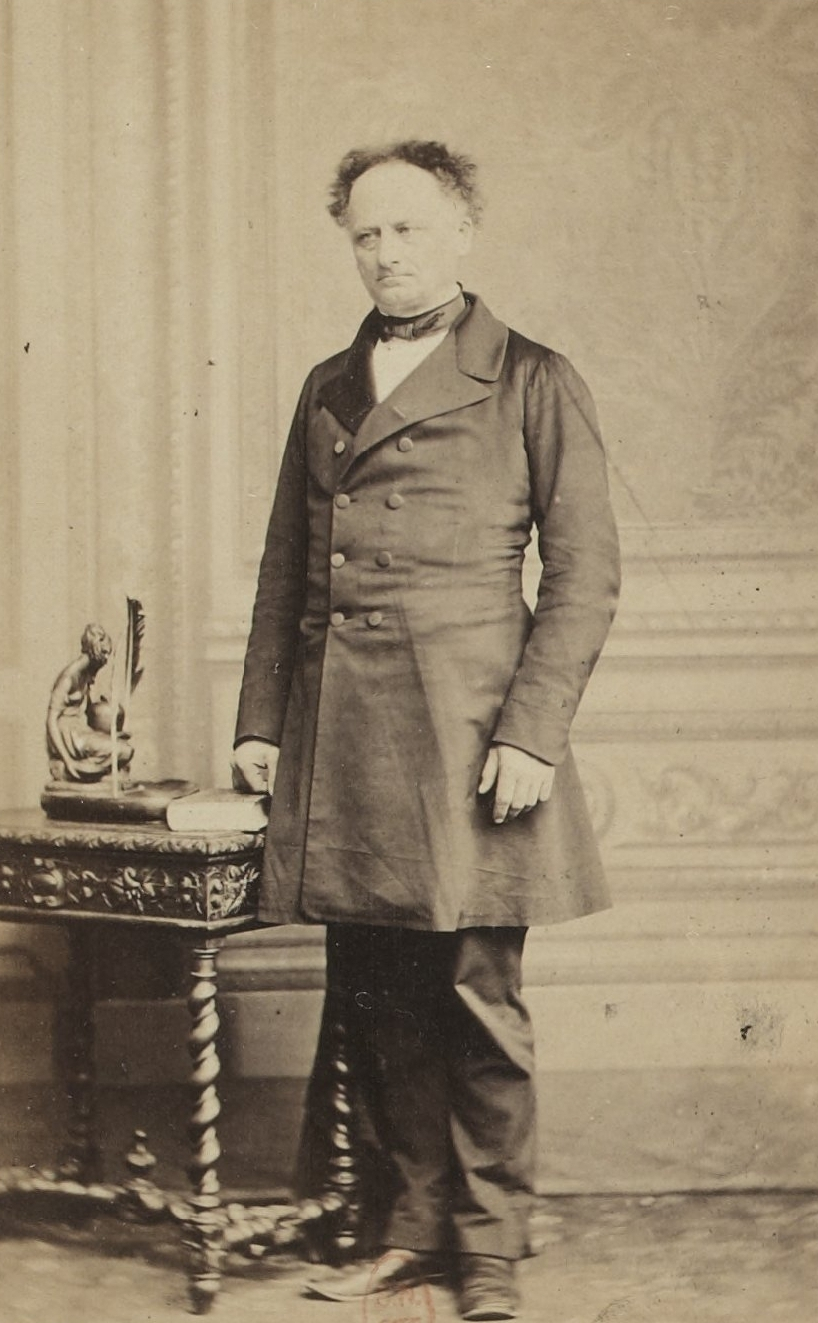
Eugène Auguste de Caffarelli (1806-1878)
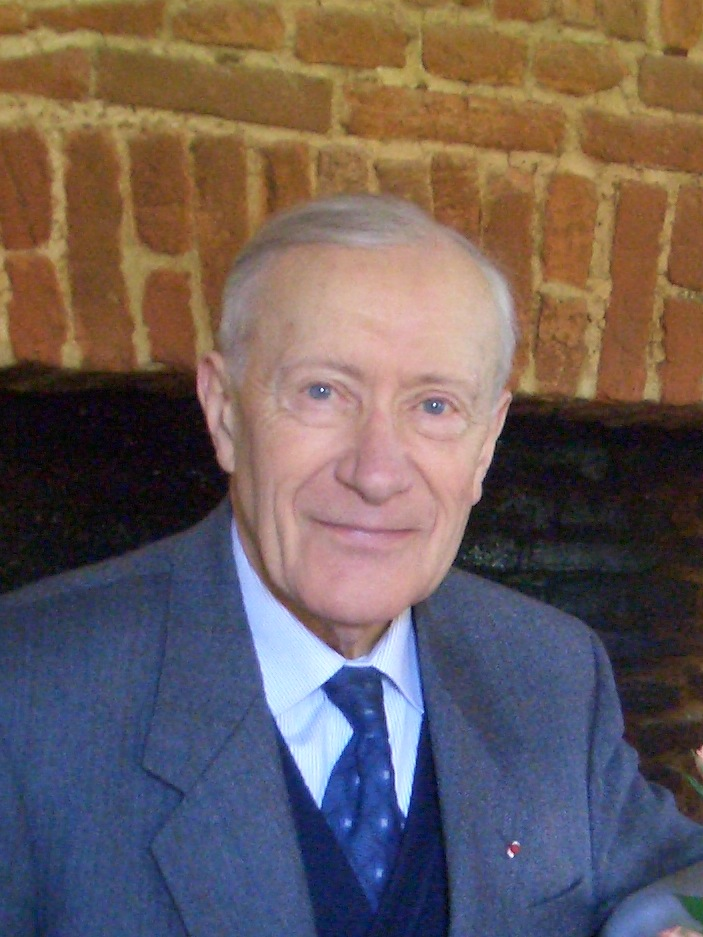
Gérard de Caffarelli (1926-2011)

## Armoiries
- Écartelé : au 1, d'azur à une épée haute d'argent garnie d'or (comte militaire); au 2, taillé d'argent et de gueules; au 3, d'argent au lion de sable; au 4, tranché d'argent et de gueules[16].

## Alliances
Les principales alliances de cette famille sont : d'Anceau, Becquet de Mégille, Bégouen, de Colnet, de Coutilloles d'Angerville, de Hauteclocque, de La Fons de La Plesnoye, de La Ruelle, Le Cat d'Hervilly, Le Clerc de Juigné, Le François des Courtis, Le Roux de Bretagne, Le Sergeant d'Hendrecourt, du Merle, de Mieulle, Philpin de Piépape, Régnouf de Vains, de Rocquemaurel, Rolland de Chambaudoin d'Erceville, de Saint-Angel, de Villiers de La Noue.

## Pour approfondir